# Thomasomys rosalinda
Thomasomys rosalinda là một loài động vật có vú trong họ Cricetidae, bộ Gặm nhấm. Loài này được Thomas & St. Leger mô tả năm 1926.